# Hannes Leopoldseder

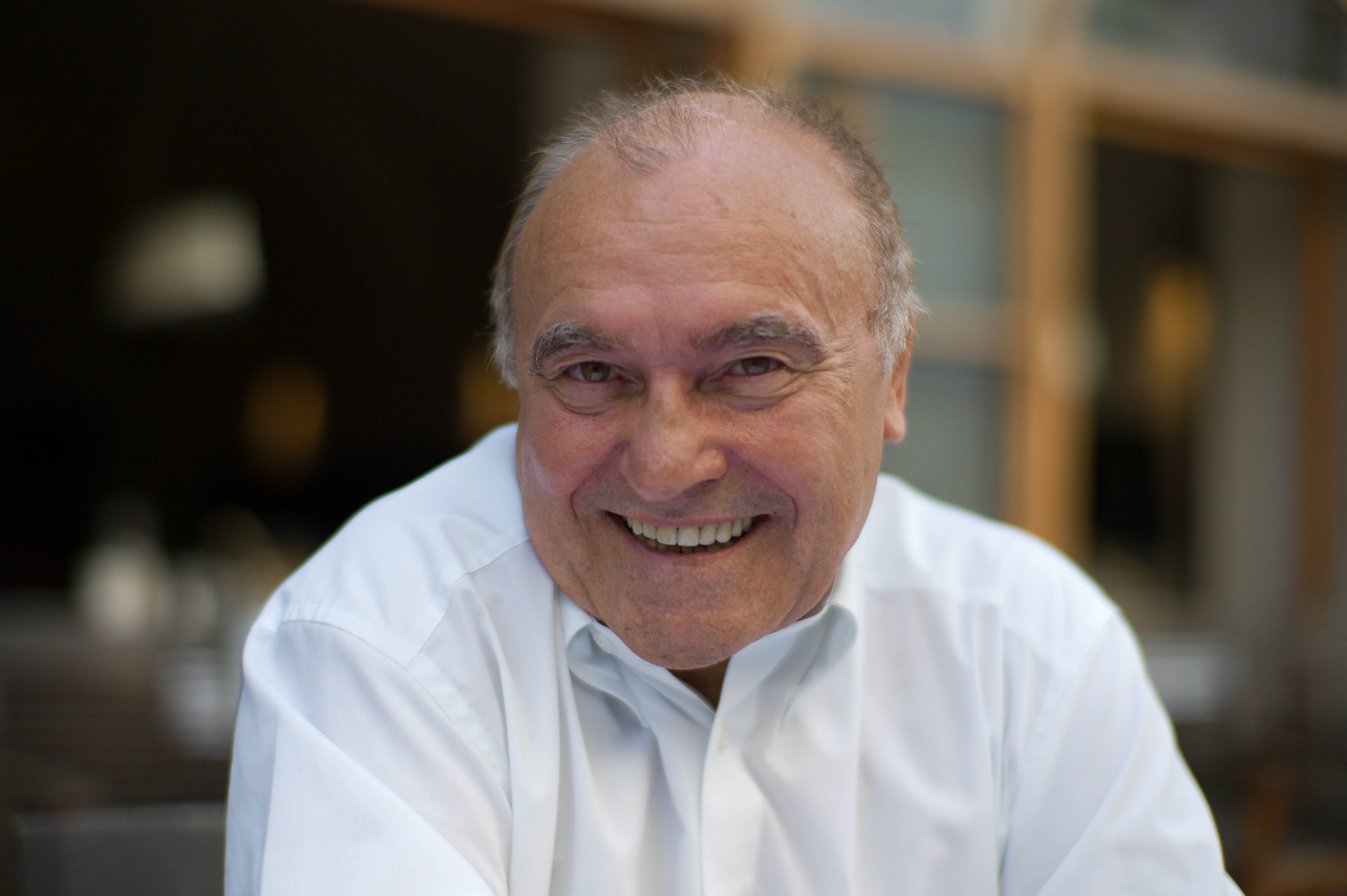
Hannes Leopoldseder (2011)

Hannes Leopoldseder (* 27. März 1940 in St. Leonhard bei Freistadt; † 12. Februar 2021 in Linz) war ein österreichischer Rundfunkjournalist und -intendant.

## Leben und Wirken
Er maturierte am Bischöflichen Gymnasium Petrinum in Linz, studierte Anglistik und Germanistik an der Universität Wien und wurde dort 1975 promoviert. Seine erste berufliche Praxis erwarb er als Lektor und Redakteur eines Wiener Verlages. Er wurde am Pfarrfriedhof Urfahr begraben.

## Tätigkeit beim ORF
1967 wurde er Redakteur (Innenpolitik) beim Aktuellen Dienst des ORF-Fernsehens. Neben der aktuellen Berichterstattung produzierte er als leitender Redakteur des ORF-Politmagazins Querschnitte Ende der 1960er und Anfang der 1970er Jahre Beiträge zu den damals aktuellen Themen. Ein weiteres Magazin mit dem Titel Rede und Antwort, für das Leopoldseder verantwortlich zeichnete, widmete sich speziell der Bildungspolitik.
Von 1974 bis 1998 war Leopoldseder Intendant des ORF-Landesstudios Oberösterreich. In dieser Funktion initiierte er in Zusammenarbeit mit dem Verband der Oberösterreichischen Volkshochschulen an der Johannes Kepler Universität Linz die Linzer Mediengespräche zum Thema Regiocasting des Fernsehens.
Von 1975 bis 2007 war er Präsident des OÖ. Presseclubs (Journalistenvereinigung). Ebenfalls ab 1975 nahm er einen Lehrauftrag zu Audivisuellen Medien an der Universität Wien wahr.
Während seines Vorsitzes im Oberösterreichischen Landeskulturbeirat wurde das Festival der Regionen ins Leben gerufen und das Offene Kulturhaus Oberösterreich neu konzipiert. 1979 gehörte er zu den Mitbegründern des Festivals Ars Electronica mit der Linzer Klangwolke als herausragendem medialem Ereignis. Das von ihm entwickelte Konzept des Festivals für Kunst, Technologie und Gesellschaft dient als Leitidee für weltweit ähnliche Festivals und wurde 1987 mit dem Prix Ars Electronica, dem weltweiten Wettbewerb für digitale Medien und 1991 mit dem Ars Electronica Center als Museum der Zukunft ergänzt.
1986 war das ORF-Landesstudio Ausgangspunkt für das ORF-Friedenslicht aus Bethlehem.
Von 1989 bis 2002 fungierte Leopoldseder als ORF-Informationsintendant, wobei sein Verantwortungsbereich im Fernsehen die gesamte TV-Information, Kultur und Wissenschaft sowie Sport und Religion umfasste. Ab 2008 lehrte er zum Thema Ars Electronica und seit 2009 war er Honorarprofessor an der Kunstuniversität Linz.

## Publikationen
- Groteske Welt. Bonn 1973.
- Jährliche Mitwirkung bei der Herausgabe einer Veröffentlichung zum Prix Ars Electronica ab 1987 mit unterschiedlichen Titeln, beispielsweise[4]
  - Prix Ars Electronica 87 – Meisterwerke der Computerkunst. (auch 1988)
  - Die Ars Electronica, Kunst im Zeitsprung.
  - Der Prix Ars Electronica – Internationales Compendium für Computerkünste.(jährlich 1990 bis 1996)
  - CyberArts, Internationales Kompendium der Computerkünste. (jährlich 1997 bis 2001)
  - CyberArts, International Compendium. – Prix Ars Electronica (jährlich 2002 bis 2008)

## Auszeichnungen

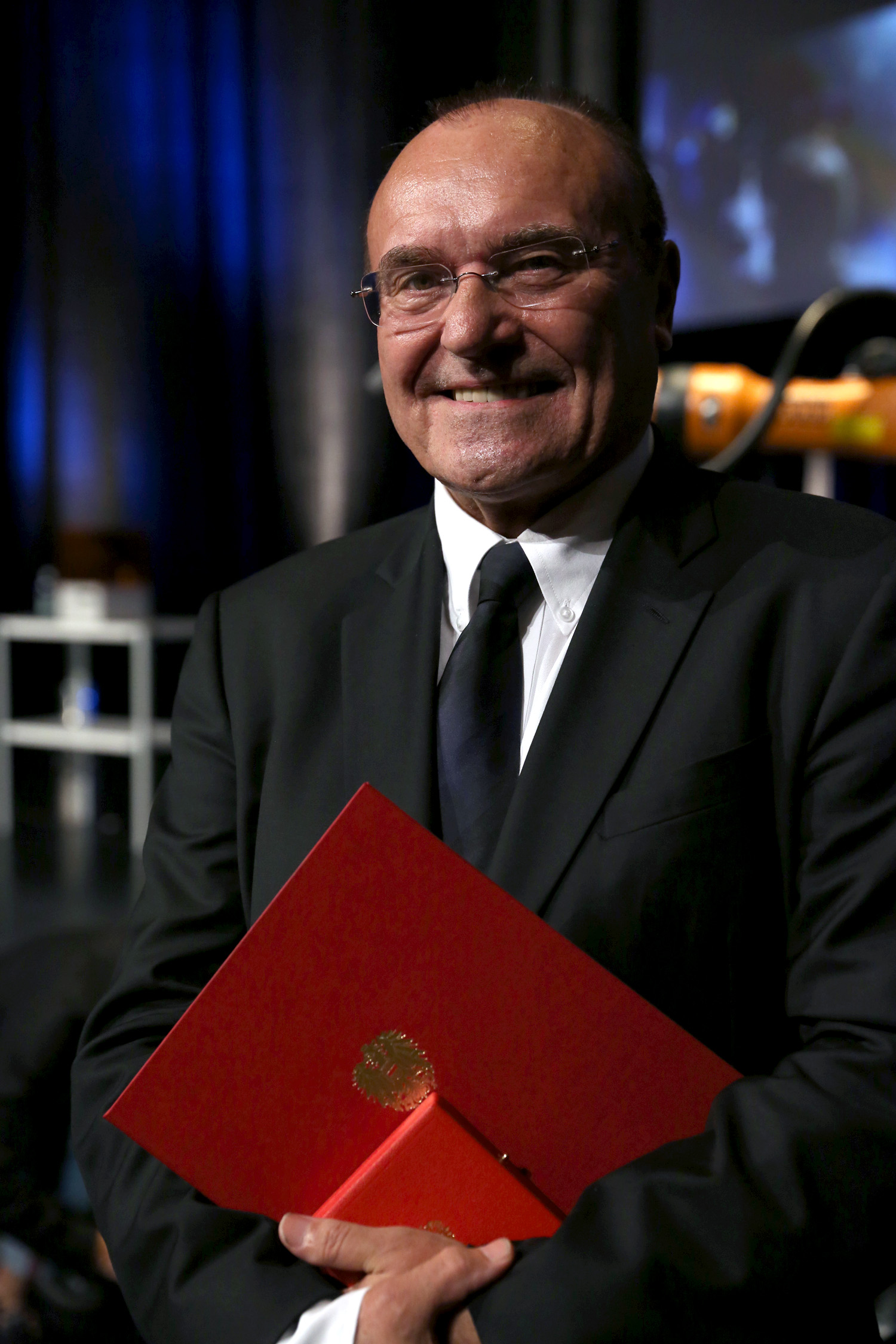
Hannes Leopoldseder mit dem Großen Ehrenzeichen für Verdienste um die Republik Österreich (Ars Electronica 2013)

- Karl-Renner-Publizistikpreis (1971)
- Theodor-Körner-Preis (1974)
- Kulturmedaille der Stadt Linz (1982)
- Verdienstmedaille in Gold der Stadt Wels (1983)
- Ehrenring der Stadt Linz (1987)
- Berufstitel Professor (1995)
- Kulturmedaille des Landes Oberösterreich (1996)
- Goldenes Ehrenzeichen des Landes Oberösterreich (1997)
- Österreichisches Ehrenkreuz für Wissenschaft und Kunst I. Klasse (2006)
- Großes Ehrenzeichen für Verdienste um die Republik Österreich (2013)